# Casa di Bepi Suà
La casa di Bepi Suà è un'abitazione situata nell'isola di Burano, nel comune di Venezia. L'edificio è noto per la sua originale facciata, decorata con figure colorate e geometriche che richiamano lo stile psichedelico.

## Storia

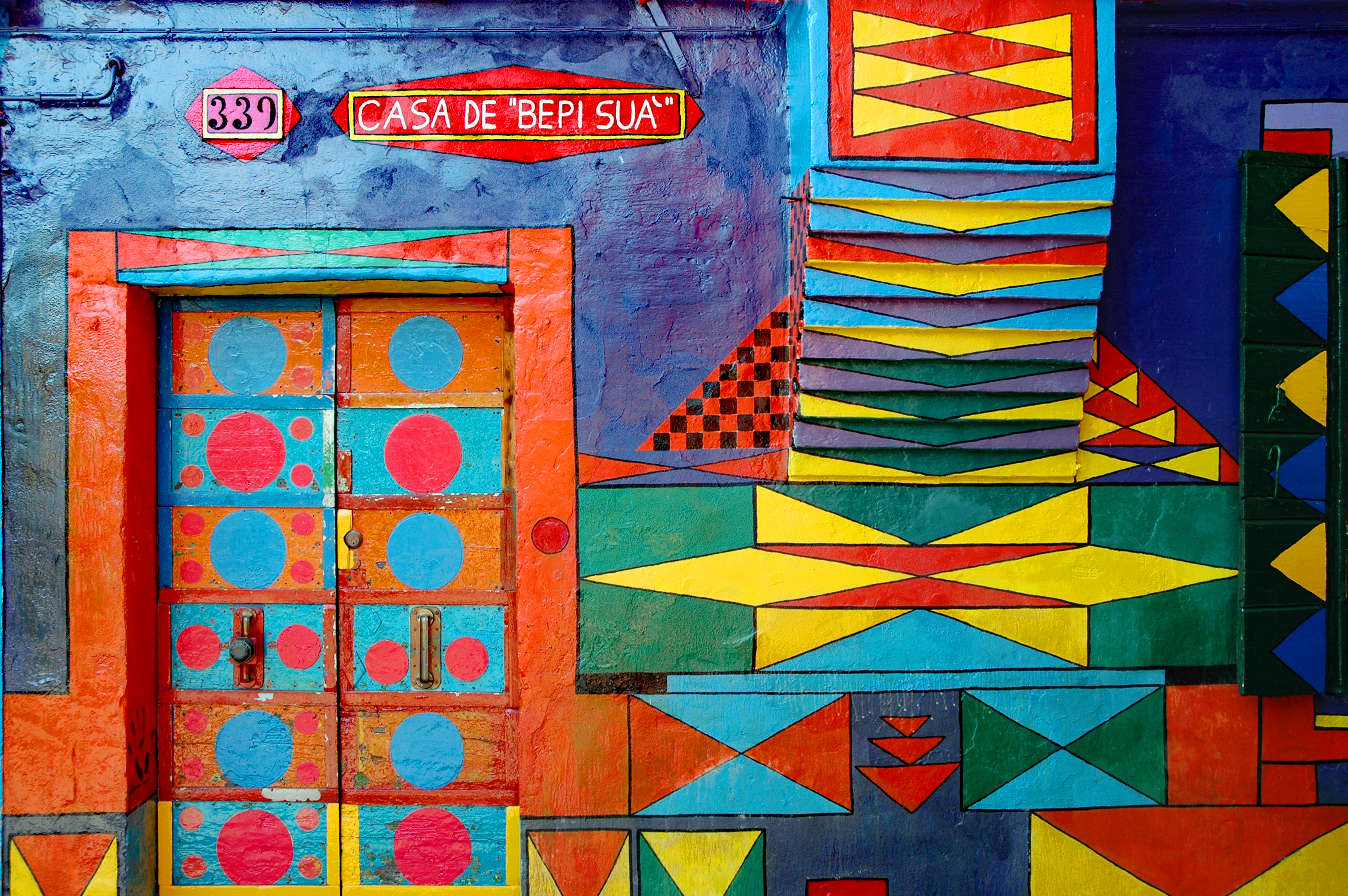
Particolare

La casa, situata in via Al Gottolo, appartenne alla famiglia Toselli e nel 1920 vi nacque Giuseppe, detto Bepi (1920-2002), quarto di cinque figli. Rimasto orfano di entrambi i genitori in giovane età, crebbe nelle difficoltà economiche insieme ai fratelli. Dopo aver frequentò le scuole elementari presso l'ospedale al mare del Lido di Venezia, ritornò a Burano, dove lavorò presso il locale cinema Favin. Dopo la chiusura della sala cinematografica, si mise a vendere caramelle nella vicina piazza Galuppi, il che gli valse il soprannome di Bepi delle caramelle, oltre che di Bepi suà (letteralmente: sudato) poiché incurante della calura estiva continuava a vedere i suoi dolciumi anche sotto il sole cocente.
Negli anni 1960 Bepi incominciò a dipingere la facciata della propria abitazione con decorazioni vivaci e geometriche. Bepi Suà passava ogni giorno ridipingendo continuamente il muro della facciata con colori e figure sempre diverse, che così rendevano la casa sempre differente, ma al contempo sempre riconoscibile per il suo stile unico.
L'interno della casa era all'epoca pieno di oggetti, televisori, proiettori cinematografici, immagini, collage, oggi rimossi. Durante la stagione estiva, Bepi Suà ricreava nel suo campiello un piccolo cinema, appendendo un lenzuolo bianco su cui proiettava film di animazione e commedie. Volendosi distinguere, girava spesso per le calli di Burano con una gallina al guinzaglio.

## Descrizione
La casa è costituita da una tipica porzione terra-cielo di due piani fuori terra, con una sopraelevazione sul lato sinistro e la canna fumaria nel mezzo. La facciata è riccamente decorata con motivi geometrici e colori psichedelici, con cerchi, rettangoli e triangoli arancioni, blu, gialli, rossi, verdi, viola.